# Gagrella mertoni
Gagrella mertoni is een hooiwagen uit de familie Sclerosomatidae.